# Texas Cyclone
Texas Cyclone in Six Flags AstroWorld (Houston, Texas, USA) war eine Holzachterbahn des Herstellers Frontier Construction Company und der Konstrukteure Don Rosser und William Cobb, die am 12. Juni 1976 eröffnete. Ihre letzten Runden fuhr sie am 30. Oktober 2005, bevor der Park geschlossen wurde.

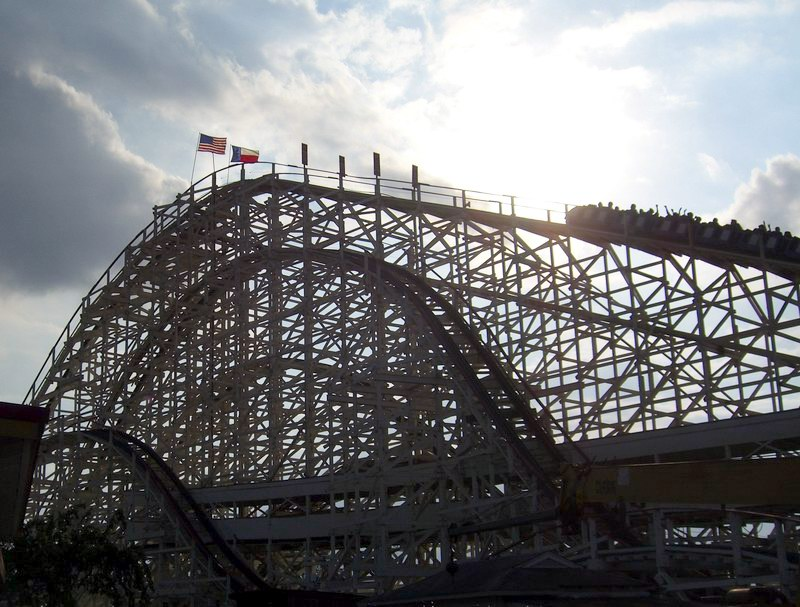

Zuerst wollte der Park den Cyclone von Coney Island aufkaufen und in ihren Park versetzen, da dieser zu jener Zeit in Gefahr schwebte, abgebaut zu werden. Dann beschloss AstroWorld, William Cobb einzustellen, um ein Spiegelbild des Cyclones zu designen und zu bauen.
Die Höhe der ersten Kurve wurde 1979 um ca. einen Meter verringert, um Schwingungen bei Sturm zu verringern.
Texas Cyclone war die einzige Achterbahn, die von der Frontier Construction Company gebaut wurde.

## Züge
Texas Cyclone besaß Züge mit jeweils sechs Wagen. In jedem Wagen konnten vier Personen (zwei Reihen à zwei Personen) Platz nehmen.